# Plet's
Plet's（プレッツ）は、ICカードの普及を目的に行われた共通ポイントサービス。

## 概要
2001年から開始された。
「Plet's」ロゴが表記されているクレジットカードの保有者で、カード発行会社が提携している加盟店での現金・カード払いでポイント適用された。そのためPlet'sロゴが附いているカード保有者は、使わなくても勝手にPlet's会員としてカウントされた。
なお、「Plet's」単体のICカードは発行されなかった。
当初は加盟店（店舗）が独自にポイントカードを発行するよりも、広く（共通で）ポイントを貯めたり使えた方が顧客にとっては利便性が高くなり、加盟店側は独自に顧客やポイントカードの管理をしなくても済む様になるのを目論み、クレジットカード会社側はサービス開始当初からパンフレットや入会申込書で積極的にアピールしたものの、提携店側にすれば、対応端末の配備に伴うランニングコストや、クレジットカード利用の加盟店手数料に加えてPlet's利用料もかかり、現金値引売りよりも薄利に繋がりかねない事、カード発行会社からすれば対応加盟店が少なすぎて利用者が余りおらず、運営費がかさむだけになるなど、あまりにも利点が無かった事からカード発行会社・加盟店側共に事業を縮小していった。
また、2003年から登場したモバイルAMCとモバイルEdyを登録したおサイフケータイで、全国のEdy加盟店でEdy決済をすると（コンビニでの収納代行を除く）、殆どの加盟店で漏れなくポイント相当のマイルが貯まるサービスが相当浸透したため（マイル還元分も通常のEdy加盟店手数料に含まれる為、加盟店側に特別な負担がかからない点も利点）、「1ポイントでも無駄にしたくない・直ぐに値引してほしい」といった利用者でなければPlet'sの優位性が崩れてしまい、余計に存在が知られていなかった。
2008年9月30日で終了することとなった。

## ポイント交換先
- JCB OkiDokiポイントサービス（プレッツ5ポイントとOki Doki1ポイントを相互に交換出来た。2008年9月30日で交換申込の受け付けは終了。）

## 提携カード発行会社
- JCBグループ
- セントラルファイナンス

## 提携終了会社
- UFJ銀行
- ユーシーカード（2006年5月31日終了）
- 協同クレジットサービス（2006年5月31日終了）
- UFJニコス（UFJカード - 2007年3月31日終了）

## 提携していた主な加盟店
- ジェイティービーグループの店舗
- 三城（2006年10月31日提携終了）
- ビックカメラ（一部）

## 類似サービス
三井住友カードおよびVJA加盟会社が発行するICクレジットカードの共通ポイントサービス「V POINT」（2001年4月サービス開始）が有る。